# إيلينا بلاسكو
إيلينا بلاسكو (بالإسبانية: Elena Blasco)‏ هي رسامة إسبانية، ولدت في 1950 في مدريد في إسبانيا.

## وصلات خارجية
- الموقع الرسمي